# Otto Hübner
Otto Hübner, född 22 juli 1818 i Leipzig, död 3 februari 1877, var en tysk statistiker.
Hübner studerade ekonomi i Paris och London samt tillhörde från 1842 det tyska frihandelspartiets mest aktiva medlemmar. En tid var han anställd i rederiet Österreichischer Lloyd, men blev 1849 till följd av sina tyska sympatier förvisad från kejsardömet Österrike. Han flyttade då till Berlin och grundade där "Statistiches Zentralarchiv". År 1851 började han utge de årligen utkommande "Statistische Tafel aller Länder", de bekanta "Hübnerska tabellerna", som efter hans död fortsattes av Franz von Juraschek. Av hans övriga statistiska arbeten kan nämnas Die Banken (1853). År 1862 stiftade han den första hypoteksbanken i Preussen: "Preussische Hypoteken-Versicherungs-Aktiengesellschaft" (från 1895 "Preussische Pfandbriefbank") och fanns i ledningen för den till sin död.